# جودومستر
جودومستر (به انگلیسی: Judomaster) عنوان سه شخصیت خیالی ابرقهرمان در کتاب‌های کامیک آمریکایی منتشر شده توسط دی‌سی کامیکس است. این شخصیت توسط نویسنده جو گیل و طراح فرانک مک‌لاکلین خلق شده‌است که برای نخستین بار در شمارهٔ ۴ از سری نبرد ویژه از انتشارات چارلتون کامیکس (نوامبر ۱۹۶۵) معرفی شد. جودومستر با اسم رمز هدلی «ریپ» جَگِر، گروهبان نیروی زمینی ایالات متحده در جنگ جهانی دوم بود. او جان دختر رئیس جزیره‌ای در اقیانوس آرام را از دست تک‌تیرانداز ژاپنی نجات داد، و در عوض در آنجا به او هنر رزمی جودو آموزش داده شد.
تجسم مؤنث جودومستر به نام سونیا ساتو، در شمارهٔ ۱۰۰ از مجموعه پرندگان شکاری (۲۰۰۷) در کنار بیگ باردا و من‌هانتر حضور پیدا کرد که هر سه آن‌ها توسط اوراکل برای حمله به یک زندان مکزیکی استخدام شده بودند. برای مطابقت با ماهیت گروه پرندگان شکاری، این جودومستر بر خلاف دیگران یک زن است.